# Furesø
Furesø [ˈfuːʀəsøːʔ] ist ein See (dänisch sø) in der dänischen Region Hovedstaden. Die Furesø Kommune ist nach dem See benannt.

## Beschreibung
Der See liegt 17 km nordwestlich der Hauptstadt Kopenhagen auf dem Gebiet der Gemeinden Furesø Kommune, Lyngby-Tårbæk und Rudersdal.
Furesø liegt 19 Meter über dem Meeresspiegel. Der See ist Dänemarks tiefster See mit einer durchschnittlichen Tiefe von 13,5 Meter und einer größten Tiefe von 37,7 Meter. Seine Fläche beträgt 9,41 Quadratkilometer, seine Länge beträgt 3,9 Kilometern in Nord-Süd-Richtung und über 4,5 Kilometer in Ost-West-Richtung.
Der See ist als Natura-2000-Gebiet geschützt.
Die Ortschaft Stavnsholt (5.658 Einwohner) liegt am See.